# Saison 1934-1935 de l'AS Saint-Étienne
Chronologie
Saison précédente Saison suivante
Cet article traite de la saison 1934-1935 de l'AS Saint-Étienne.
Deuxième saison consécutive en Division 2. Le club participe également à la Coupe de France

## Résumé de la saison
- Pierre et Geoffroy Guichard doivent renflouer les caisses après les dépenses engendrées par la première saison professionnelle de l'ASSE.
- Le but avoué est aussi de se donner les moyens de recruter pour accéder à la première division.
- Contrairement à la saison 1933-1934, il n'y a qu'un seul groupe de 14 équipes cette année. De plus, les deux premiers peuvent à présent accéder à la première division.

## Équipe professionnelle

### Transferts
| Nom                 | Nationalité | Poste     | Transfert | Provenance/Destination | Division   |
| ------------------- | ----------- | --------- | --------- | ---------------------- | ---------- |
| Arrivées            |             |           |           |                        |            |
| André Guillard      |             | Gardien   | Transfert | SO Montpellier         | Division 1 |
| Marcel Capelle      |             | Défenseur | Transfert | Football Club de Sète  | Division 1 |
| Joseph Mugnier      |             | Défenseur | -         | Lyon OU                |            |
| Lucien Magnon       |             | Milieu    | Transfert | OGC Nice               | Division 1 |
| Georges Boulmier    |             | Milieu    | Transfert | CA Paris               | Division 2 |
| Louis Saint-Georges |             | Attaquant | -         | Amiens AC              | Division 2 |
| Georges Guillou     |             | Attaquant | Transfert | CA Paris               | Division 2 |
| Lazlo Kovacs        |             | Attaquant | -         | FC Antibes             |            |
| Ferenc Odry         |             | Attaquant | -         | Nemzeti                |            |
| Albert Polge        |             | Attaquant | Transfert | Nîmes                  | Division 1 |
| Départs             |             |           |           |                        |            |
| Henri Veyssade      |             | Milieu    | Transfert | SM Caen                | Division 2 |
| Guido Nestori       |             | Gardien   | -         | CS Roanne              | -          |
| Robert Pollard      |             | Défenseur | -         | -                      | -          |
| Joseph Moggliazzi   |             | Défenseur | -         | Amiens AC              | -          |
| Maurice Champier    |             | Milieu    | -         | CO Saint Chamond       | -          |
| Thomas Flaningan    |             | Milieu    | -         | -                      | -          |
| Guillaume Kurtz     |             | Milieu    | -         | -                      | -          |
| Mathias Knuynacks   |             | Milieu    | -         | -                      | -          |
| Franz Hladil        |             | Attaquant | -         | -                      | -          |
| Albert Locke        |             | Attaquant | -         | -                      | -          |
| Kurt Seitter        |             | Attaquant | -         | -                      | -          |

### Championnat

#### Matches aller
| Date       | N o | Adversaire                   | Lieu | Résultat | Buteurs pour Saint-Étienne                     | Points |
| ---------- | --- | ---------------------------- | ---- | -------- | ---------------------------------------------- | ------ |
| 26/08/1934 | J01 | US Saint-Servan              | Ext. | 2 - 4    | Saint-Georges 4e, Kowacs , Odry 30e            | 2      |
| 02/09/1934 | J02 | CA Paris                     | Dom. | 3 - 2    | Kowacs , Odry                                  | 4      |
| 09/09/1934 | J03 | FC Rouen                     | Ext. | 4 - 2    | Polge , Odry                                   | 4      |
| 23/09/1934 | J04 | Hispano-Bastidienne Bordeaux | Ext. | 2 - 4    | Odry , Szeman -, Chalvidan                     | 6      |
| 30/09/1934 | J05 | Le Havre AC                  | Dom. | 3 - 4    | Saint-Georges , Odry                           | 6      |
| 14/10/1934 | J06 | AS Villeurbanne              | Dom. | 4 - 0    | Odry 11e, Chalvidan 20e 75e, Szeman 30e (pen.) | 8      |
| 21/10/1934 | J07 | RC Calais                    | Ext. | 1 - 0    | -                                              | 8      |
| 04/11/1934 | J08 | CS Metz                      | Dom. | 2 - 2    | Szeman 14e (pen.), Guillou 30e                 | 9      |
| 11/11/1934 | J09 | RC Roubaix                   | Ext. | 2 - 5    | Odry                                           | 11     |
| 25/11/1934 | J10 | US Tourcoing                 | Dom. | 2 - 0    | Saint-Georges , Odry                           | 13     |
| 16/12/1934 | J11 | US Valenciennes-Anzin        | Ext. | 6 - 0    | -                                              | 13     |
| 23/12/1934 | J12 | Amiens AC                    | Ext. | 3 - 0    | -                                              | 13     |
| 25/12/1934 | J13 | RC Lens                      | Ext. | 5 - 2    | Chalvidan , Polge                              | 13     |
| 20/01/1935 | J14 | SM Caen                      | Dom. | 2 - 1    | Chalvidan , Polge                              | 15     |

#### Matches retour
| Date       | N o | Adversaire                   | Lieu | Résultat | Buteurs pour Saint-Étienne  | Points |
| ---------- | --- | ---------------------------- | ---- | -------- | --------------------------- | ------ |
| 01/01/1935 | J15 | US Saint-Servan              | Dom. | 3 - 0    | Odry                        | 17     |
| 13/01/1935 | J16 | CA Paris                     | Ext. | 3 - 1    | Chalvidan                   | 17     |
| 17/01/1935 | J17 | FC Rouen                     | Dom. | 2 - 4    | Polge 24e, Whoel 55e        | 19     |
| 10/02/1935 | J18 | Le Havre AC                  | Ext. | 1 - 1    | Saint-Georges               | 20     |
| 24/02/1935 | J19 | AS Villeurbanne              | Ext. | 1 - 2    | Chalvidan 20e , Guillou 70e | 22     |
| 03/03/1935 | J20 | RC Calais                    | Dom. | 2 - 3    | Guillou , Chalvidan         | 22     |
| 10/03/1935 | J21 | CS Metz                      | Ext. | 5 - 0    | -                           | 22     |
| 24/03/1935 | J22 | RC Roubaix                   | Dom. | 1 - 0    | Polge                       | 24     |
| 03/04/1935 | J23 | US Tourcoing                 | Ext. | 4 - 0    | -                           | 24     |
| 14/04/1935 | J24 | US Valenciennes-Anzin        | Dom. | 0 - 1    | -                           | 24     |
| 22/04/1935 | J25 | Hispano-Bastidienne Bordeaux | Dom. | 2 - 1    | Kowacs , Polge              | 26     |
| 28/04/1935 | J26 | SM Caen                      | Ext. | 1 - 0    | -                           | 26     |
| 05/05/1935 | J27 | Amiens AC                    | Dom. | 3 - 0    | Kowacs                      | 28     |
| 12/05/1935 | J28 | RC Lens                      | Dom. | 3 - 3    | Kowacs , Odry               | 29     |

#### Classement final
| Rang | Équipe                       | Pts     | J       | G       | N       | P       | Bp      | Bc      | Diff    |
| ---- | ---------------------------- | ------- | ------- | ------- | ------- | ------- | ------- | ------- | ------- |
| 1    | CS Metz                      | 41      | 26      | 18      | 5       | 3       | 78      | 22      | +56     |
| 2    | US Valenciennes-Anzin        | 37      | 26      | 17      | 3       | 6       | 71      | 44      | +27     |
| 3    | FC Rouen                     | 34      | 26      | 16      | 2       | 8       | 80      | 46      | +34     |
| 4    | RC Roubaix                   | 33      | 26      | 14      | 5       | 7       | 63      | 45      | +18     |
| 5    | RC Lens                      | 32      | 26      | 12      | 8       | 6       | 70      | 49      | +21     |
| 6    | RC Calais                    | 31      | 26      | 12      | 7       | 7       | 79      | 62      | +17     |
| 7    | CA Paris                     | 24      | 26      | 9       | 6       | 11      | 52      | 63      | -11     |
| 8    | US Tourcoing                 | 23      | 26      | 10      | 3       | 13      | 46      | 59      | -13     |
| 9    | AS Saint-Étienne             | 23      | 26      | 10      | 3       | 13      | 46      | 59      | -13     |
| 10   | Le Havre AC                  | 22      | 26      | 8       | 6       | 12      | 56      | 72      | -16     |
| 11   | SM Caen                      | 21      | 26      | 9       | 3       | 14      | 61      | 57      | +4      |
| 12   | Amiens AC                    | 19      | 26      | 8       | 3       | 15      | 50      | 76      | -26     |
| 13   | AS Villeurbanne              | 14      | 26      | 5       | 4       | 17      | 45      | 35      | +10     |
| 14   | Hispano-Bastidienne Bordeaux | 10      | 26      | 3       | 4       | 19      | 40      | 98      | -58     |
| 15   | Club français Paris          | Forfait | Forfait | Forfait | Forfait | Forfait | Forfait | Forfait | Forfait |
| 16   | US Saint-Servan              | Forfait | Forfait | Forfait | Forfait | Forfait | Forfait | Forfait | Forfait |

Victoire à 2 points
- Les points pris contre l'US Saint-Servan et le Club français Paris sont décomptés pour le classement final
- À noter, l'ASSE a perdu son premier match professionnel à domicile de son histoire contre le Havre, 3-4

### Coupe de France

#### Tableau récapitulatif des matchs
Les verts s’arrêtent  en 16e de finale en étant battu par FC Metz.
| Date       | N o        | Adversaire | Lieu    | Résultat | Buteurs pour Saint-Étienne                                 | Suite                         |
| ---------- | ---------- | ---------- | ------- | -------- | ---------------------------------------------------------- | ----------------------------- |
| 09/12/1934 | 1 / 32emes | ES Audenge | -       | 12 - 0   | Odry , Kovacs , Whoel , Polge , Guillou , Buteur inconnu ? | Qualifiés pour les 1 / 16emes |
| 06/01/1935 | 1 / 16emes | CS Metz    | Sochaux | 1– 4     | Szeman 79e                                                 | Éliminés                      |

### Statistiques

#### Buteurs
| Place | Nom                 | Division 2 | Coupe de France | TOTAL des BUTS |
| 1     | Ferenc Odry         | 18 buts    | 6 buts          | 24 buts        |
| 2     | Lazlo Kovacs        | 9 buts     | 1 but           | 10 buts        |
| 3     | Emile Chalvidan     | 9 buts     | -               | 9 buts         |
| 4     | Albert Polge        | 6 buts     | 1 but           | 7 buts         |
| 5     | Louis Saint-Georges | 4 buts     | -               | 4 buts         |
| 5     | Janos Szeman        | 3 buts     | 1 but           | 4 buts         |
| 5     | Georges Guillou     | 3 buts     | 1 but           | 4 buts         |
| 8     | Frédéric Woehl      | 1 but      | 2 buts          | 3 buts         |
| #     | contre son camp     | -          | 1 but           | 1 but          |
| Total | 8 buteurs           | 53 buts    | 13 buts         | 66 buts        |

Date de mise à jour : le 26 août 2014.